# B-лимфоцитопоэз
B-лимфоцитопоэз — это процесс образования B-лимфоцитов из их клеток-предшественников.
У человека и млекопитающих B-лимфоциты образуются и созревают в костном мозге и затем заканчивают своё созревание в селезёнке и лимфатических узлах и в других вторичных лимфоидных органах и тканях.
Тот факт, что B-лимфоциты происходят из костного мозга — Bone marrow, а T-лимфоциты созревают в тимусе — Thymus — является удобной мнемоникой, облегчающей запоминание мест образования B- и T-лимфоцитов. Однако на самом деле в отношении B-лимфоцитов это не более чем случайное совпадение первой буквы английского названия костного мозга (Bone marrow) с первой буквой английского названия сумки Фабрициуса (Bursa of Fabricius), специализированного лимфоидного органа птиц, в котором B-лимфоциты были впервые открыты, описаны и изучены, на примере сумки Фабрициуса у кур. Именно по первой букве английского названия сумки Фабрициуса — Bursa of Fabricius — и названы, на самом деле, B-лимфоциты. Прямого аналога сумки Фабрициуса у человека и млекопитающих нет.
Образовавшиеся в костном мозгу и в селезёнке B-лимфоциты затем покидают костный мозг и селезёнку и мигрируют в периферические лимфоидные ткани, такие, как лимфатические узлы. Оказавшись в лимфатическом узле или в другом вторичном лимфоидном органе, B-лимфоцит может быть «представлен» тому или иному антигену, который он способен распознать (или, вернее, антиген представлен, презентирован ему). Иначе говоря, В-лимфоцит может быть «ознакомлен» с антигеном. Этот «ознакомительный» процесс происходит благодаря помощи макрофагов, моноцитов, гистиоцитов или дендритных клеток, при посредническом участии Т-лимфоцитов-хелперов. Все эти клетки обладают способностью захватывать (фагоцитировать), «перерабатывать» (процессировать) и «представлять» (презентировать) различные антигены B- и T-лимфоцитам в форме, удобной для распознавания ими, вместе с поверхностными антигенами гистосовместимости (MHC). Поэтому они (макрофаги, моноциты, гистиоциты и дендритные клетки) совокупно называются «антиген-презентирующими клетками».
Благодаря этой антигенной стимуляции и распознаванию представленного ему антигена, а также под влиянием стимуляции цитокинами, выделяемыми как B-лимфоцитами-соседями, так и макрофагами, дендритными клетками и Т-хелперами, B-лимфоцит становится активированным (антиген-стимулированным), проходит процесс бласттрансформации, превращаясь в активированный лимфобласт с определённой антигенной специфичностью (иммунобласт), а затем активно делится, образуя клон клеток с одинаковой антигенной специфичностью. Затем бОльшая часть клеток из получившегося антигенно-специфичного клона проходит конечную дифференцировку и становятся плазматическими клетками. Небольшая же часть этого клона проходит дифференцировку по другому пути и становится так называемыми «B-лимфоцитами памяти», клетками, способными жить очень долго (годы и десятилетия) в неактивной форме, не вырабатывая антител, но мгновенно активироваться, непосредственно превратиться в плазматическую клетку и начать вырабатывать антитела или же пройти повторную бласттрансформацию, начать активно делиться и дифференцироваться в плазматические клетки и таким образом быстро (в считанные часы и дни, а не в недели, как это происходит при первичной встрече с антигеном) восстановить продукцию антител и клональную популяцию антитело-секретирующих плазматических клеток при повторной встрече с тем же самым антигеном. Плазматическая клетка, конечный продукт дифференцировки B-лимфоцита, — это весьма активная антитело-секретирующая клетка, которая помогает защищать организм от чужеродных антигенов тем, что вырабатываемые ею антитела атакуют и связывают антиген, а далее включаются механизмы прямой и опосредованной антитело-зависимой клеточной цитотоксичности, а также антитело-зависимого гуморального лизиса (система комплемента и др.).
Даже после многих десятилетий интенсивных исследований, между исследователями остаются некоторые разногласия относительно того, где же всё-таки B-лимфоциты проходят окончательное созревание и антиген-специфичное обучение. Существует возможность, что таким местом отчасти является лимфоидная ткань кишечника.
Начальные стадии B-лимфопоэза протекают исключительно в костном мозге. В костном мозге незрелые B-лимфоциты постоянно производятся в течение всей жизни человека или животного, в специализированном «микроокружении» так называемых «зародышевых центров», состоящем из клеток стромы и внеклеточного матрикса, под управлением цитокинов, лимфокинов и хемокинов, различных факторов роста, наличие которых критически важно для пролиферации, дифференцировки и выживания ранних лимфоцитов и B-лимфоцитарных предшественников.
Относительная пропорция разных видов B-клеточных предшественников на разных стадиях развития остаётся довольно постоянной в течение всей жизни индивида. Так, например, клетки стадии Пре-B-I составляют у здорового человека от 5 % до 10 % общего количества всех B-клеточных предшественников, клетки стадии Пре-B-II составляют от 60 % до 70 %, а остальные 20 — 25 % составляют незрелые B-лимфоциты (стадия Imm). Большинство старых книг утверждают, что B-лимфоциты созревают в костном мозге, однако современные учебники иммунологии утверждают, что незрелые B-лимфоциты затем мигрируют из костного мозга в селезёнку для получения, так сказать, «высшего образования» некоторого рода. В селезёнке они проходят ещё несколько промежуточных стадий до полного антиген-неспецифичного созревания, но перед окончательным антигенспецифичным созреванием, которое происходит во вторичных лимфоидных органах (например, в лимфатических узлах или в лимфоидной ткани кишечника). (Medical Immunology, p. 136)
В-лимфоциты идентифицируются по наличию растворимого иммуноглобулина класса G. Этот класс иммуноглобулинов является наиболее распространённым защитным классом иммуноглобулинов у взрослого человека. Будучи «представлены» антигену («ознакомлены» с ним) при помощи антиген-презентирующих клеток и успешно распознав представленный антиген, B-лимфоциты становятся антиген-стимулированными, претерпевают бласттрансформацию и начинают активно делиться и затем дифференцироваться в плазматические клетки, которые секретируют большие количества антигенно-специфичного растворимого иммуноглобулина G. Стадия плазматической клетки и является конечной стадией B-лимфопоэза (B-клеточной дифференцировки). Это помогает организму эффективно бороться с инфекцией, поскольку плазматические клетки могут производить антитела как в непосредственной близости от места инфекции или проникновения антигена, так и в удалённых от места поражения местах, выделяя растворимый иммуноглобулин в кровь, откуда он может попадать в самые труднодоступные места организма, куда не способны проникнуть цитотоксические T-лимфоциты или клетки врождённого иммунитета (макрофаги, моноциты, дендритные клетки, гистиоциты, NK-лимфоциты).

## Упрощённая схема B-лимфопоэза
Считающаяся в целом верной упрощённая схема последовательности B-лимфопоэза приведена ниже, в двух частях. Первая часть последовательности B-лимфопоэза происходит в костном мозге, а вторая — в селезёнке и затем в лимфатических узлах. Процесс B-лимфопоэза как в костном мозгу, так и в лимфатических узлах протекает в так называемых «зародышевых центрах» или «герминальных/герминативных центрах».

### В костном мозге
- Про-B
- Пре-B-I
- Крупные Пре-B-II
- Малые Pre-B-II
- Незрелые B-лимфоциты

### В селезёнке
- T1
- T2/T3
- (Лимфоциты маргинальной зоны (MZ); B-1 ; B-2)
- Лимфоциты типа B-2 далее дифференцируются в:
  - (Лимфоциты зародышевых центров (GC); B-лимфоциты памяти ; Плазматические клетки)